# غوركا غونزاليس
غوركا غونزاليس (بالإسبانية: Gorka González)‏ هو دراج إسباني، ولد في 28 سبتمبر 1977 في ثاراوث في إسبانيا.

## وصلات خارجية
- غوركا غونزاليس على موقع الاتحاد الدولي للدراجات (الإنجليزية)
- غوركا غونزاليس على موقع أرشيف الدراجات (الإنجليزية)
- غوركا غونزاليس على موقع إحصائيات الدراجات الإحترافية (الإنجليزية)
- غوركا غونزاليس على موقع نسبة الدراجات (الإنجليزية)